# Psectrocladius vicinus
Psectrocladius vicinus är en tvåvingeart som beskrevs av Jean-Jacques Kieffer 1921. Psectrocladius vicinus ingår i släktet Psectrocladius och familjen fjädermyggor.
Artens utbredningsområde är Tyskland. Inga underarter finns listade i Catalogue of Life.